# Borgoratto Alessandrino
Borgoratto Alessandrino är en ort och kommun i provinsen Alessandria i regionen Piemonte i Italien. Kommunen hade 550 invånare (2018).